# JBTZ 재판
JBTZ 재판(슬로베니아어: Proces proti četverici) 또는 JBTZ 사건은 1988년 유고슬라비아 사회주의 연방 공화국 산하였던 슬로베니아의 류블랴나에서 일어난 군사 재판이다. 피고인 4명, 야네스 얀샤, 이반 보르슈트네르, 다비트 타시치, 프란치 자브를은 당시 유고슬라비아 인민군에 대한 비판적인 기사를 쓰고 출판하여 "군사기밀 누출"을 했다는 혐의로 각각 6개월에서 4년형의 징역형을 선고받았다. 이 재판으로 슬로베니아에 큰 파문이 일고 슬로베니아 공화국 내 민주화 운동이 중앙화되는 중요한 기점이 되는 사건이었다. 야네스 얀샤의 체포 당일 이에 대한 반발로 인권수호위원회가 설립되었는데 이는 슬로베니아의 민주화와 독립 운동의 시작인 슬로베니아의 봄의 시초로 알려져 있다.

## 같이 보기
- 슬로베니아 국가 계획에 대한 공헌
- 10일 전쟁

## 참고 문헌
- James Gow, Legitimacy and the Military – The Yugoslav Crisis, (London: Pinter, 1992)
- James Gow & Cathie Carmichael, Slovenia and the Slovenes: A Small State and the New Europe, (Bloomington: Indiana University Press, 2001)
- Laura Silber & Alan Little, The Death of Yugoslavia, (London: Penguin, 1995)
- Sabrina Petra Ramet, "Slovenia's road to democracy" in Europe-Asia Studies, 1993, vol. 45, issue 5